# Этьенн, Шарль-Гийом
Шарль Гийом Этьенн (фр. Charles-Guillaume Étienne; 6 января 1777, Шамуйе — 13 марта 1845, Париж) — французский драматург и публицист.

## Биография
Шарль Гийом Этьенн дебютировал на литературном поприще комедией «Le Rêve» (1799), имевшей успех, равно как «La Jeune femme colère» (1804) и «Brueys et Palaprat» (1807). Замеченный императором, которому понравились его пьески на случай, Этьенн был назначен цензором и в 1811 году был избран членом французской академии.
Примерно в это время произошёл скандал с его комедией «Deux Gendres», имевшей громадный успех: автора обвинили в плагиате, но его заимствования из старой пьесы оказались несущественными. Комедия «L’Intrigante» (1814), в которой видели намеки на Наполеона, лишила его места, которое было возвращено ему во время Ста дней, но не надолго: реставрация исключила его даже из академии.
Он перешёл в оппозицию, особенно нападая на цензуру, и сделался редактором «Constitutionnel» и «Minerve française», где появились его остроумные «Lettres sur Paris», сильно повлиявшие на общественное мнение. Возвращённый в академию в 1829 году, он произнёс речь против романтизма.
Избранный депутатом, он протестовал против июльских ордонансов. В 1839 г. он сделан пэром. Кроме множества комедий и опер, Этьенн написал интересную «Histoire du Théâtre-Français» (1802, 4 тома); «Vie de Molé» (1803), важную для истории его времени «Correspondance pour servir à l’histoire de l’établissement du gouvernement représentatif en France» (1820). «Oeuvres d’Etienne» изданы в 1846 году, в 4 томах.